# Juan Manuel Badenas Carpio
Juan Manuel Badenas Carpio   (València, 1965) és un jurista i polític valencià.
Des de 2023 és regidor de l'Ajuntament de València.